# Scopula cernea
Scopula cernea là một loài bướm đêm trong họ Geometridae.